# Минятов, Константин Александрович
Константин Александрович Минятов (11 [23] мая 1874, Орёл — 29 июня 1918) — российский юрист, присяжный поверенный. Причислен к лику святых Русской православной церкви в 2000 году.

## Биография
Родился в семье капитана артиллерии Александра Викентиевича и его супруги Александры Константиновны Минятовых. Его отец происходил из дворян Ковенской губернии и был католиком, а его супруга — православной; младенец был крещён в Крестовоздвиженской православной церкви в городе Орле. Александр Викентиевич скоро скончался, и его супруга вышла замуж за статского советника Рупасова, владельца имения Глинки при станции Жуковка Риго-Орловской железной дороги.
Семья впоследствии переехала по месту службы отчима в Ташкент, где Константин в 1883 году поступил в Ташкентскую гимназию, но после очередного переезда семьи, в 1892 году окончил Орловскую гимназию. Поступил в Императорский Санкт-Петербургский университет, где учился на физико-математическом и юридическом факультетах. Будучи студентом, женился на Надежде Павловне Ягодовской, дочери священника.
В 1893 году Константин был командирован Санкт-Петербургским обществом естествоиспытателей на Соловецкую биологическую станцию, тогда же он посетил с научными целями Германию, Данию, Швецию и Норвегию.
Занимался политической деятельностью, выступал с умеренно-социалистических, марксистских позиций.
В 1894 году привлечён к следствию по делу «Партии народного права», в связи с чем отчислен из университета. В 1895 году полиция установила за ним негласный надзор. В 1897 году выехал в Германию. Его жена осталась в России под надзором полиции.
Живя в Германии, стал регулярно посещать посольскую церковь в Берлине, настоятелем которой в те годы был протоиерей Алексий Мальцев.
Надежда Павловна уговорила мужа направить письмо правительству и просить о помиловании, и в сентябре 1900 году он направляем письмо товарищу министра внутренних дел князю Святополк-Мирскому. Просьба была подкреплена ходатайствами обер-прокурора Святейшего Синода К. П. Победоносцева и протоиерея Алексия Мальцева. Константин Минятов вернулся в Россию, где окончил Юрьевский университет. Вскоре был снят административный надзор и с его жены.
Жил в Казани, с 1905 года поселился в Москве, занимался адвокатской практикой, будучи присяжным поверенным. Участвовал в качестве защитника (вместе со знаменитым адвокатом Н. П. Карабчевским) в суде над бывшим московским градоначальником А. А. Рейнботом, которому инкриминировались нарушения кассовых правил, превышение власти, невыполнение обязательных постановлений по санитарной части и др. Отошёл от социализма, придерживался либеральных взглядов. Был членом Конституционно-демократической партии (Партии народной свободы).
После пережитых испытаний и переосмысления прошлой жизни, он стал глубоко церковным человеком. Его дочь в начале Великого поста 1914 г. писала своему брату: «Посылаю тебе портрет папы, снятый на пятый день его поста. Он до сих пор ничего не ест и не пьет, кроме воды (уже семь дней) и страшно похудел».
Летом 1917 года Константин Александрович переехал вместе с семьёй в Тюмень.
Вошёл в состав делегации тобольского епархиального съезда, которая в мае 1918 года отправилась в Екатеринбург ходатайствовать перед местным совдепом об освобождении епископа Гермогена (Долганёва). Однако члены делегации сами были арестованы большевистской властью и расстреляны.
В августе 2000 года Деянием Юбилейного Освященного Архиерейского собора Русской православной церкви его имя было внесено в Собор новомучеников и исповедников Российских для общецерковного почитания.

## Семья
Сыновья:
- Виктор Константинович (1896 — конец 1960-х) — инженер, преподаватель сопромата в Кемеровском горном институте.
- Александр Константинович (1908—1937) — преподаватель теоретической механики в высших учебных заведениях города Томска, доцент. Арестован и расстрелян.